# Eotragus
Eotragus és una espècie de mamífer fòssil, el primer identificat clarament com a bòvid. Visqué a Europa, Àfrica i fins al Pakistan durant el Miocè, fa 18 milions d'anys. És parent dels boselafinis actuals com el nilgau o l'antílop quadricorni. De mida petita, probablement vivia als boscos.